# GJ 2097
GJ 2097 — звезда, которая находится в созвездии Волосы Вероники на расстоянии около 20,9 световых лет от нас. Это одна из ближайших к нам звёзд.

## Характеристики
GJ 2097 — тусклая звезда 12,49 величины, невидимая невооружённым глазом. Это красный карлик, по размерам, массе и температуре поверхности значительно уступающий нашему Солнцу. Планет в данной системе пока обнаружено не было.